# MORE FUN-KEY-WORD
「MORE FUN-KEY-WORD」（モア ファン キー ワード）は、日本の音楽グループスチャダラパーの15枚目のシングルである。1998年6月25日発売。発売元はワーナーミュージック・ジャパン。

## 概要
- 前作から3ヶ月ぶりとなるシングル。

## 収録曲
1. MORE FUN-KEY-WORD(4:53)
作詞：松本洋介・松本真介・光嶋誠・ロボ宙、作曲：松本洋介・松本真介・光嶋誠、編曲：光嶋誠
2. CHECK THE WORD(3:38)
作詞・作曲・編曲：松本洋介・松本真介・光嶋誠
3. MORE FUN-KEY-WORD (Instrumental)(4:54)
4. ワードヲチェックセヨ (CHECK THE WORD Re-mix)(3:07)
5. ビートモチェックセヨ (CHECK THE WORD Re-mix Instrumental)(3:20)

## 収録アルバム

### MORE FUN-KEY-WORD
- オリジナル『FUN-KEY LP』（1998年10月25日）
- ベスト『THE BEST OF スチャダラパー1990～2010』（2010年2月24日）

### CHECK THE WORD
- オムニバス『concierge-A.K.K.records compilation』（1998年11月26日）